# 耶律留哥
耶律留哥（1165年—1220年），金朝末年人物，原来是生活在金朝东北地区的契丹人，後來起兵叛金，依附大蒙古国，並建立政權。
耶律留哥早期在金國任北邊千戶。成吉思汗在漠北興起時，金人疑遼遺民有異志，下令遼民一戶以二女真戶夾居防之，耶律留哥對此不滿。1212年耶律留哥在隆安（今吉林农安）、韓州（今吉林梨树）一帶招集壯士剽掠其地，地方政府發兵追捕，全部被留哥擊退。耶律留哥與耶律的合勢募兵，數月之間發展至十餘萬人，眾人推留哥為都元帥，耶律的為副帥，營帳百里，威震遼東。蒙古軍在此時進入遼地，遇到耶律留哥。留哥以契丹軍之名依附大蒙古国。
金國派完顏胡沙、蒲鮮萬奴領軍六十萬人討伐耶律留哥，號稱百萬。耶律留哥向蒙古求援。在少量蒙古軍支援下，留哥在迪吉腦兒（今辽宁昌图附近）迎戰金兵。留哥以侄兒耶律安奴為先鋒，橫衝完顏胡沙的軍队，大敗金兵。1213年三月，耶律留哥稱王，定國號为“遼”，改元天统，史稱“东辽”，以姚里氏為皇后，弟耶律廝不為郡王，坡沙、僧家奴、耶律的、李家奴等為丞相、元帥、尚書，統古與、著拔行元帥府事。1214年金國再派蒲鮮萬奴領軍四十餘萬進攻耶律留哥，留哥在歸仁縣（今遼寧昌图內）北河上大破金兵，乘勢佔領遼東州郡，定都咸平，號為“中京”。
耶律留哥在1215年春攻佔了金東京（今辽阳）。不久眾人勸留哥稱帝，留哥一直拒絕。1215年十一月，耶律留哥秘密與其子薛闍帶備厚禮到漠北晉見成吉思汗，成吉思汗大悦，并賜了金虎符給他，仍封為遼王。
成吉思汗不滿耶律留哥的副手可特哥娶了蒲鮮萬奴之妻李仙娥，打算向可特哥問罪。可特哥懼怕，與耶律廝不等人宣佈耶律留哥已死，舉兵背叛。
1216年耶律廝不稱帝，國號遼，史称后辽。後來耶律廝不為其下所殺，耶律金山、耶律统古与及耶律喊舍先後自立。1218年耶律留哥「引蒙古、契丹軍及东夏國元帥胡士兵十萬」進圍耶律喊捨，並得到高麗發兵支援。到了1219年春，耶律喊捨兵敗自殺，耶律留哥收復了舊地。
元太祖十五年（1220年），耶律留哥去世，成吉思汗以其妻姚里氏「佩虎符，權領其眾者七年」。東遼政权一直到1233年，由于蒲鮮万奴的东夏灭亡，才被蒙古取消。不过，耶律留哥的后代依然是大蒙古国（蒙古帝国）经略东北的世袭地方官。

## 延伸阅读
[在维基数据编辑]
 《元史/卷149》，出自宋濂《元史》
 《新元史/卷134》，出自柯劭忞《新元史》